# Mirabel (Cáceres)
Mirabel es un municipio español, en la provincia de Cáceres, comunidad autónoma de Extremadura. Pertenece al partido judicial de Plasencia y a la mancomunidad de los Riberos del Tajo.

## Geografía física

### Localización
El municipio de Mirabel se localiza al norte de la provincia de Cáceres, en la mancomunidad de los Riberos del Tajo a una distancia aproximada de 24 km de Plasencia y a 76 de la ciudad de Cáceres. La localidad se encuentra emplazada muy cerca de la Vía de la Plata. Se encuentra en los 39°51′ de longitud norte, y en los 6°15′ de longitud oeste, a unos 12 km del río Tajo por el este.
El término municipal de Mirabel ocupa una extensión de 4957 hectáreas y tiene los siguientes límites:
- Malpartida de Plasencia al norte;
- Cañaveral al oeste;
- Casas de Millán al sur;
- Serradilla al este.

### Orografía
El municipio tiene una altitud de 488 m s. n. m. y tiene aires de solano, lo cual lo hace frío en invierno y muy caluroso en verano.
La sierra separa dos paisajes distintos. El primero, al sureste, es montañoso con valles relativamente profundos. El segundo, al norte y oeste, es llano con cerros alomados.

## Historia
El nombre de Mirabel aparece en libros de la Edad Media. Varios libros de esta época hablan de su castillo como una fortaleza, sin mencionar el pueblo. Es en el siglo XVIII cuando empieza a aparecer en libros y documentos el nombre de la villa. 
Recientes estudios[cita requerida] han demostrado que Mirabel estaba en el borde establecido por dos pueblos: los Vettones y los Lusitanos. Uno, un pueblo agrícola, y el otro, un pueblo de ganaderos. De su estancia en la zona dejaron los Castros y muchos Dólmenes. 
Después de estos dos pueblos, se pueden ver también en diferentes lugares de la villa la influencia de varios pueblos que posteriormente llegaron a la península, como son los restos arqueológicos encontrados de los romanos, los pueblos germánicos y la influencia de los árabes, de los cuales se cree que reconstruyeron el castillo. 
Mucho después, el Castillo de Mirabel y el pueblo, pertenecieron al marquesado de Mirabel, marquesado muy unido a la Corona de España. Desde su fundación Mirabel formó parte del distrito de Plasencia hasta que Pedro de Zúñiga adquiere terrenos y controla la aldea, iniciándose la lucha por la independencia del lugar. 
En 1488 se concede a Francisco de Zúñiga el señorío de la fortaleza y vasallos, alcanzando en 1535 la condición de villa bajo el dominio del marquesado de Mirabel, concedido por Carlos I a Fadrique de Zúñiga y Sotomayor, y la definitiva independencia jurídica y política de Plasencia.
Aunque Mirabel solamente contribuyó con dos vecinos a la Conquista americana, uno de ellos: Francisco Ruiz, se destacó como uno de los más señalados extremeños en el proceso pacificador y conquistador.
A la caída del Antiguo Régimen la localidad se constituye en municipio constitucional en la región de Extremadura, entonces conocido como Miravel. Desde 1834 quedó integrado en el partido judicial de Plasencia. En el censo de 1842 contaba con 240 hogares y 1315 vecinos.
A lo largo del siglo XIX el marquesado va perdiendo algunos de sus privilegios y la localidad de Mirabel va creciendo paulatinamente, al igual que su población, en su mayoría campesina. 
El siglo XX supone el fin del dominio señorial de los marqueses de Mirabel. Las gestiones realizadas en la década de los treinta por un alcalde, José Rodillo, hicieron posible que las tierras de los marqueses fueran entregadas a los vecinos. Finalizaron así cuatrocientos años de dominio señorial.

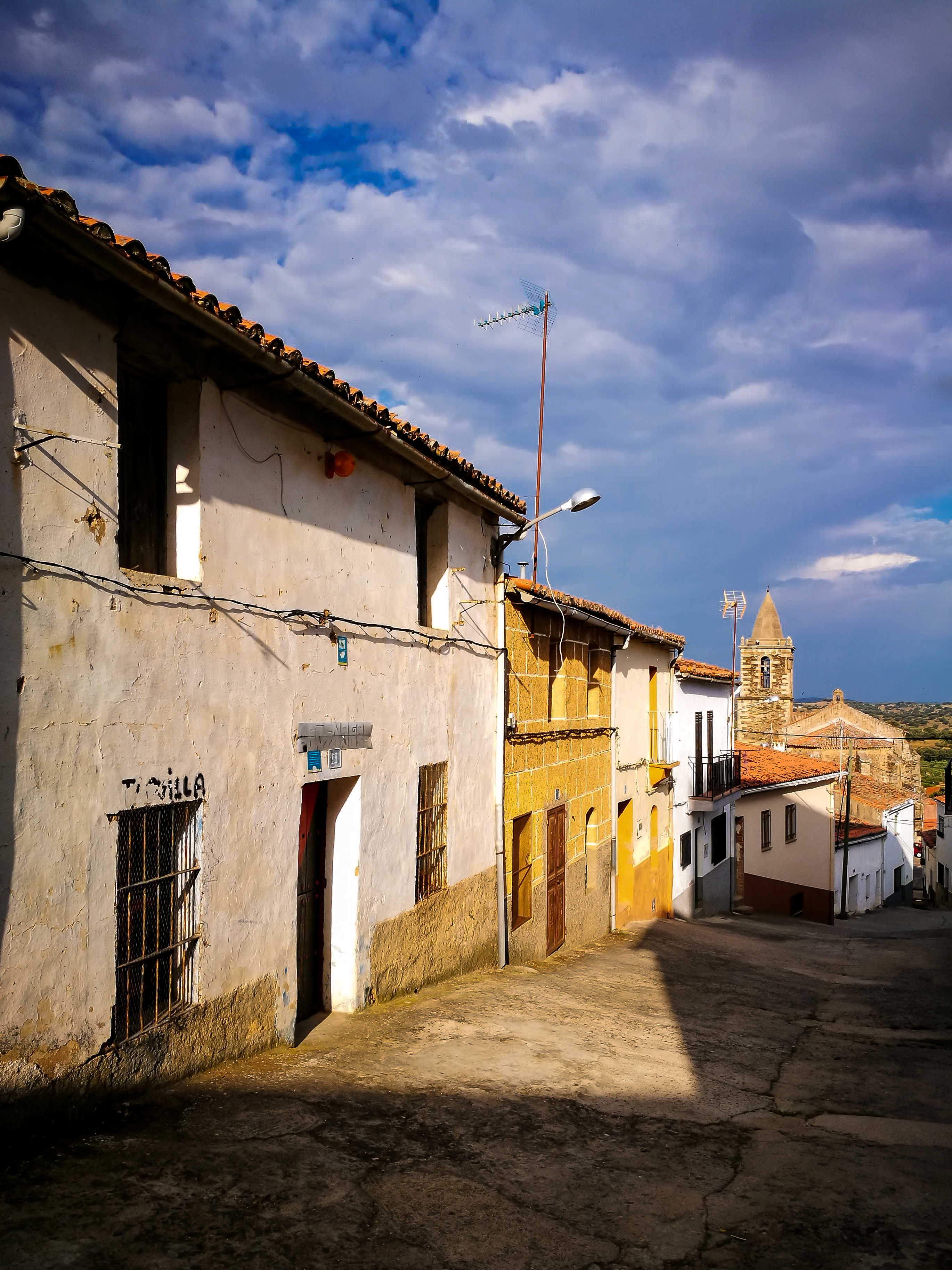
Detalle de una calle de Mirabel

## Demografía
Mirabel cuenta con una población de 632 habitantes (INE 2024).
| Gráfica de evolución demográfica de Mirabel entre 1842 y 2021                                                                                                 |
| |
| Población de derecho según los censos de población del INE Población de hecho según los censos de población del INEEn este censo se denominaba Miravel: 1842. |

## Economía
La ganadería es el principal sector económico, seguido por la agricultura, destacando en esta última el cultivo del olivo.

## Transportes
Carreteras
Se puede acceder a Mirabel por diferentes carreteras: desde el norte por la N-630 y la N-110 hasta Plasencia, una vez en la salida de Plasencia por la A-66 hasta la salida S-125 hacia Mirabel. Desde el centro por la autovía de Extremadura N-V hasta Navalmoral de la Mata, tomando la salida C-511 hasta Plasencia, y de allí por la A-66 hasta la salida S-125 hacia Mirabel. Desde el sur por la N-630 hasta Cáceres, que se encuentra a 76 km de Mirabel por la A-66.
Transporte público
El tren llega a este municipio, pasando por la estación de Mirabel ferrocarriles de las líneas que unen Madrid con Extremadura. También pasan autobuses procedentes de Serradilla y que llevan a Plasencia.

## Servicios públicos

### Educación
Cuenta con un colegio público, el CEIP Virgen de la Jarrera, de educación infantil y primaria. La educación secundaria se puede estudiar en la vecina ciudad de Plasencia, estando adscrito el colegio de Mirabel al IES Virgen del Puerto de dicha ciudad.

### Sanidad
Mirabel pertenece a la zona de salud de Serradilla del área de salud de Plasencia. La localidad cuenta con un consultorio de atención primaria y una farmacia.

## Patrimonio

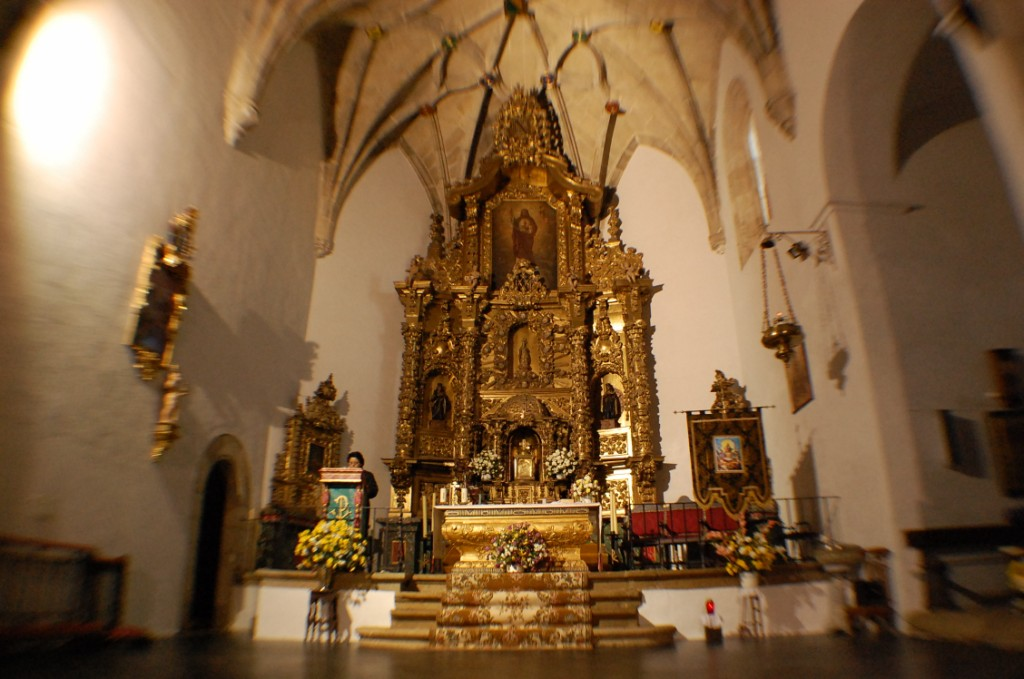
Interior de la iglesia.

Esta localidad, cabecera que fue del marquesado que lleva su nombre, conserva aún edificios cuya nobleza y escudos nos hablan de la condición señorial de sus promotores. En las afueras de la localidad podemos visitar el edificio que fuera casa de recreo del marqués de Mirabel. Otro elemento singular es el rollo, que se levanta en la plaza Mayor, donde también se encuentra el Ayuntamiento. 

### Iglesia de la Asunción
Mirabel posee una iglesia parroquial católica bajo la advocación de Santa María de la Asunción, en la archidiócesis de Mérida-Badajoz, diócesis de Plasencia, sede del arciprestazgo de Mirabel. Se trata de una edificación cuya historia constructiva comenzó a finales del siglo XV, aunque el aspecto que hoy presenta se debe a las transformaciones que conoce la iglesia a lo largo de los siglos XVI y XVII al remodelarla los Marqueses de Mirabel. La torre dispuesta a los pies es el elemento externo más destacable.
La iglesia poseía tres puertas, aunque actualmente sólo queda una. De las otras, una servía para uso exclusivo de los marqueses, y la otra daba a la plaza. La última fue sustituida por la capilla de la Virgen de la Jarrera, patrona del pueblo. En su construcción inicial era románica, pero en sus reformas posteriores se añadieron elementos góticos. En su interior hay varios retablos barrocos, de talla dorada del siglo XVIII, siendo el retablo mayor más grandioso y trabajado que el resto. 

### Ermita de San Isidro
Esta ermita se encuentra situada en una finca particular, dedicada a la Virgen de Belén. En su interior albergaba dicha virgen junto otras tallas, de las que actualmente se desconoce el paradero. La ermita, construida en 1984, alberga durante todo el año al santo. Se encuentra en el paraje donde se celebra la romería en honor a San Isidro.

### La Cruz del Humilladero
Esta cruz perteneció a un Vía Crucis que existió anteriormente. Se encontraba al final de la calle San Antón, donde permaneció desde que la colocaron por primera vez. Hace unos años fue trasladada al lado de la iglesia. En dos de sus laterales presenta unas inscripciones: en una de ellas puede leerse, transcrita al castellano lo siguiente: "Aquí salió Nuestra Señora al encuentro de su precioso Hijo". Por el texto se deduce que se trata de la cuarta cruz del Vía Crucis.

### Castillo de Mirabel

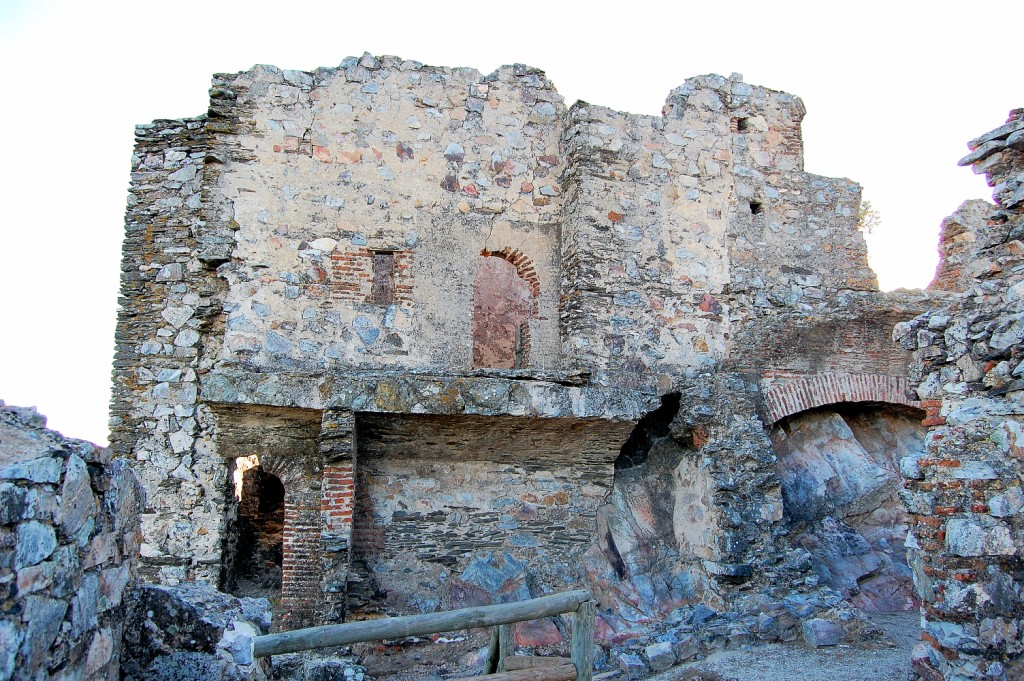
Castillo de Mirabel.

En las proximidades de la población y en lo alto del cerro del Acero se localizan los restos del castillo del siglo XV, construido sobre una fortaleza anterior que desempeñó un destacado papel en la reconquista de la zona. Fue mandado reconstruir por los recién nombrados Señores de Mirabel, se sitúa en un lugar estratégico aprovechado por todos los pueblos que vivieron en la zona, y libros como "Castillos de Extremadura" y "Castillos, Torres y Casas Fuertes de la Provincia de Cáceres" señalan que existe desde la Edad Media. El rey Alfonso VIII de Castilla se lo reservó tras fundar Plasencia, pero los almohades lo destruyeron en 1196.
En dicho castillo se cuenta que sucedió la batalla de los trece panes, que dio lugar al escudo de los trece panes empleado por los primeros señores de Mirabel.

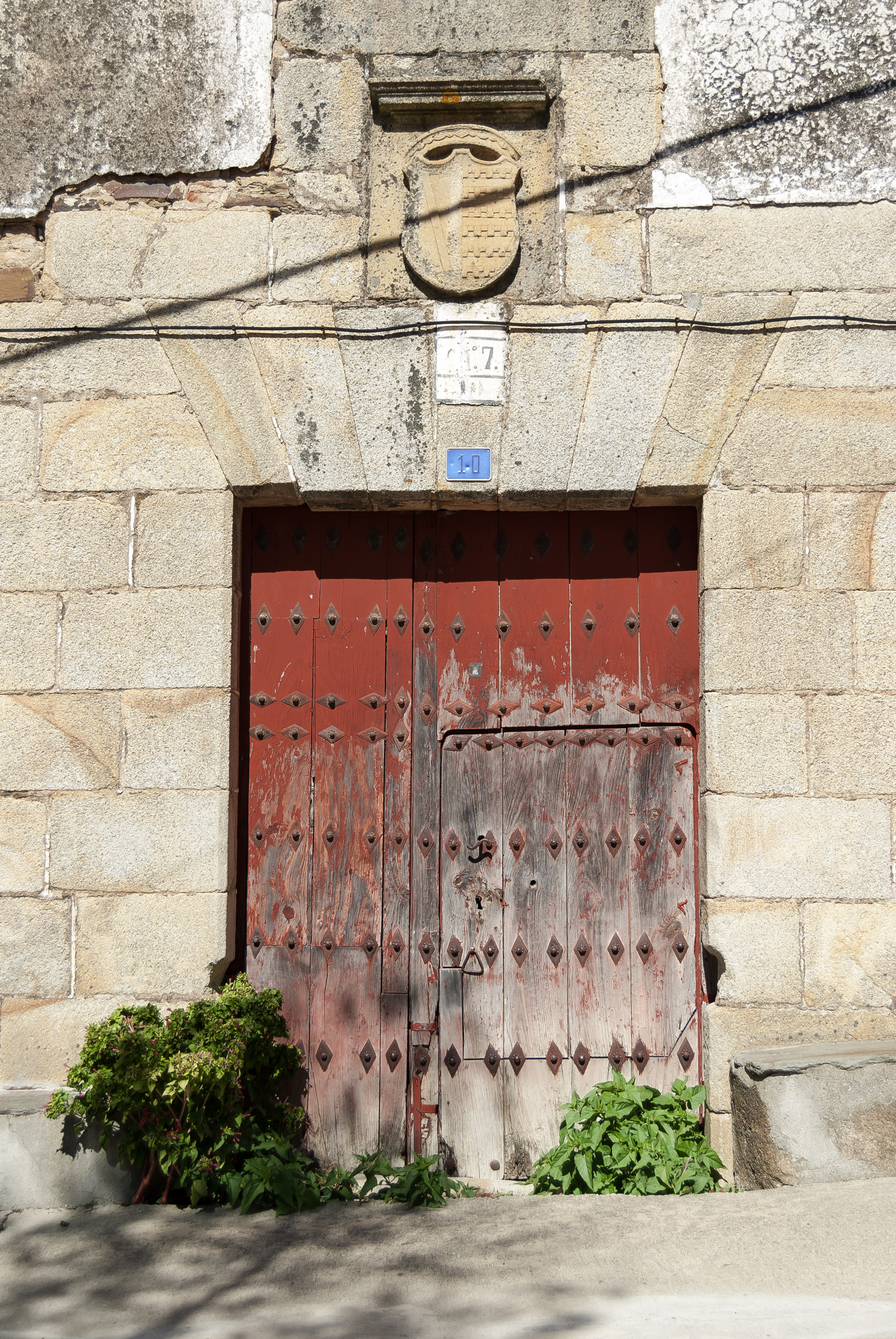
Puerta del Palacio de los marqueses de Mirabel

### Palacio de Mirabel
Era la vivienda de los titulares del marquesado de Mirabel, la familia de los Zúñigas. Estos además poseían otro palacio en Plasencia. Una vez acondicionado el castillo, la familia construyó el palacio para estar más cerca de la población. 

### Picota
Se encuentra en la plaza del pueblo e indicaba a los viajeros que Mirabel era una jurisdicción privada. Es una construcción de sillería granítica, consistente en una columna situada sobre gradas cuadradas y que sostiene una cruz formada por dos zapatas sobre la que se alza un remate. Unas veces era usado como patíbulo y otras para exponer a vergüenza pública a quienes eran condenados a ello. Actualmente se usa como lugar para tertulias y reuniones.

### Patrimonio natural
Mirabel es uno de los 14 municipios que integran el área de influencia socioeconómica del parque nacional de Monfragüe. Forma parte también de la reserva de la biosfera de Monfragüe junto a las localidades de Serradilla, Torrejón el Rubio, Malpartida de Plasencia, Casas de Millán, Serrejón, Toril, Casas de Miravete, Higuera, Romangordo, Jaraicejo, Saucedilla, Casatejada y Deleitosa.
Dentro de su término municipal se encuentra el paraje de la Umbría de Barbechoso, lugar de interés para los aficionados al senderismo y la caza de montería donde abundan los castaños, pinos, robles, jaras, cantuesos, retamas y madroñeras.

## Cultura

### Festividades
La Jarrera es una festividad en honor a la patrona del pueblo. Se celebra el primer fin de semana después de Semana Santa durante tres días.
Las ferias y fiestas se celebran el último fin de semana de agosto entre el jueves y el domingo con toros por las tardes, cañas y orquesta por la noche.

### Gastronomía
Huevecillos a la leche
Se baten bien los seis huevos y se unen con la miga de pan hasta conseguir una pasta. Mientras, en una sartén se pone el aceite a calentar y cuando esté caliente con una cuchara se van haciendo bolitas de la pasta conseguida anteriormente con el huevo y el pan. Estas bolas las echamos a la sartén y dejamos que se frían. A continuación ponemos leche a calentar con azúcar a gusto de cada uno y las ramitas de canela hasta que hierva todo. En ese momento echamos las bolitas o huevecillos en la leche dejando hervir otros cinco minutos. Tras esto, se retiran y se dejan enfriar para servir en frío los huevillos mojados en el caldo de la leche.
Caldereta Extremeña
Los ingredientes para seis personas son: kilo o kilo y medio de cordero o cabrito, 200 g de cebolla, cuatro dientes de ajo, un pimiento morrón, una cucharada de pimiento/a, medio L de vino (vino de pitarra a ser posible), un decilitro de aceite, una hoja grande de laurel, una cucharada de laurel, una cucharada rasa de harina, cuatro granos de pimienta, medio litro de caldo o sencillamente agua, perejil y sal. 
Floretas
Ingredientes: huevos, harina, miel y aceite 
Se bate una docena de huevos y por cada huevo añadimos una cucharada de harina; esto se va moviendo constantemente hasta conseguir diluir la harina. Se calienta abundante cantidad de aceite en una sartén, cogemos el molde y lo introducimos en el aceite muy caliente, a continuación lo sacamos y lo metemos en la masa hasta que se cubra el molde y acto seguido lo metemos en el aceite; ello sólo se va soltando y va a pareciendo la roseta. Se sacan, se ponen a escurrir y una vez frías se bañan en miel. La miel es cocida antes con un poco de agua añadida y cuando esta esté templada se procede al baño 
Rizos
Echamos en un cuenco harina, anís en grano, un litro de aceite y un litro de vino. Se remueve todo poco a poco hasta conseguir una masa homogénea y se le va echando harina según lo vaya pidiendo la masa. Una vez que con esta masa podamos hacer una bola, esta está lista para hacer el rizo. Entonces, tomamos una pelota con la masa y con la ayuda de una caña se desliza suavemente liándose a la caña. A continuación se van echando a la sartén y se fríen con aceite muy caliente. Una vez fritos se retiran a un recipiente y se les va quitando la caña. Finalmente se bañan en azúcar.
Potaje con Cornihuelas
Elaboración: en una cacerola se ponen a freír el ajo y la cebolla partida. Cuando empiecen a dorarse se añade el tomate y cuando está frito se incorporan las espinacas troceadas. Se le da un par de vueltas y se echa agua, los garbanzos, el laurel, el bacalao. Al cabo de un rato se echan las patatas, pero no deben dejar de cocer los garbanzos para que no se endurezcan. Si hay que añadir más agua, debe de estar hirviendo. La cocción debe de ser muy lenta para que no se rompan los garbanzos. El bacalao se habrá desalado 24 horas antes cambiándole 4 veces el agua, al tiempo habremos puesto en remojo los garbanzos. El punto de sal se corrige al final de la cocción. 
Tortilla de Cornijuelas
Con la materia prima pasamos a una cocción en agua sin sal. Una vez efectuada, se escurren bien, presionándolas con las manos y formando bolos pequeños. En una sartén con aceite caliente (aunque no mucho) se van echando los bolos y a la par desmenuzándolos y sobre todo ello se le añade un machado dando vueltas hasta freír bien las cornejuelas. Finalmente se le da forma redonda, de torta, pues las cornejuelas se unirán unas a otras. El machado se realiza con abundancia de ajos, pimientos rojos, secos previamente en remojo, sal y un poquito de agua. Según gusto se le puede añadir unas guindillas picantes.